# Ichneumon tuberculatus
Ichneumon tuberculatus là một loài tò vò trong họ Ichneumonidae.